# Peter Lorbacher

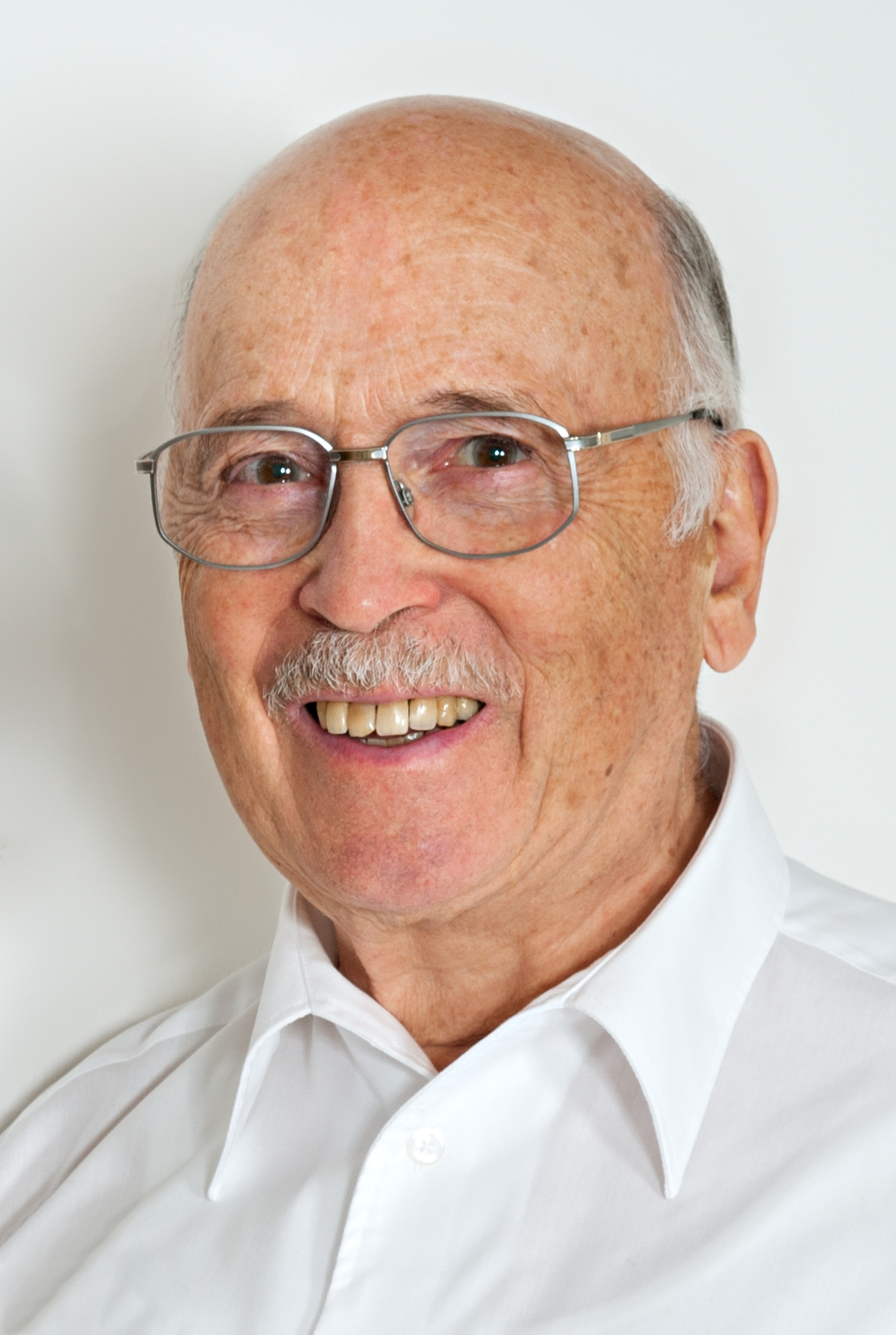
Peter Lorbacher

Peter Lorbacher (* 1. Juli 1936 in Essen) ist ein deutscher Internist, Hämatologe und Hochschullehrer.

## Leben
Peter Lorbacher, Sohn des Thoraxchirurgen Wilhelm Lorbacher, ist seit 1963 verheiratet  mit Brigitte Lorbacher, geb. Gymnich und hat 4 Kinder und 5 Enkel. Nach seinem Abitur am Neusprachlichen Gymnasium Essen-Werden studierte er von 1955 bis 1960 Medizin an den Universitäten in Tübingen, Bonn, Innsbruck, Hamburg und Düsseldorf. 1960 Promotion zum "Dr. med." bei Franz Loogen an der Heinrich-Heine-Universität Düsseldorf mit der Arbeit Pulmonale Hypertonie bei Ductus arteriosus  persistens (Botalli) Promotion (Doktor). Lorbacher forschte über Zellchemie und klinische Hämatologie in Bonn, Freiburg und Boston/USA. Von 1963 bis 1966 war er Stipendiat der Görres-Gesellschaft, der Deutschen Forschungsgemeinschaft (DFG) und des United States Public Health Service (PHS). 1968 erlangte er die Anerkennung als Facharzt für Innere Medizin.
Von 1966 bis 1970 war Lorbacher Leiter des hämatologischen Labors der Medizinischen Universitätsklinik in Bonn. In Bonn habilitierte er sich 1969 mit der Schrift Zur Verteilung histochemisch nachweisbarer Enzyme im menschlichen Knochenmarksgewebe und ihrer Bedeutung für die klinisch-hämatologische Diagnostik. Deren Ergebnisse sowie Lorbachers Vorträge darüber in verschiedenen  Ländern Europas, Amerikas und Asiens sowie Australien waren 10 Jahre später ein wichtiger Beitrag für die Automatisierung des Differentialblutbildes; inzwischen nicht nur bei uns, sondern weltweit, unverzichtbarer Bestandteil fast jeder allgemeinärztlichen oder internistischen Grunduntersuchung. Seit 1973 ist Lorbacher apl. Professor für Innere Medizin an der Medizinischen Fakultät der Universität Bonn. Bis zum Ruhestand war er dort verantwortlich für den Teil Hämatologie im Kurs und Praktikum der Klinischen Chemie und Hämatologie, pflichtmäßige Lehrveranstaltung für alle Studierenden der Human- und Zahnmedizin.
1970 war Lorbacher Mitgründer und seither Internist und Hämatologe an der Deutschen Klinik für Diagnostik (DKD) in Wiesbaden. 2001 ging er in den Ruhestand.
Peter Lorbacher ist u. a. Mitglied der Deutschen Gesellschaft für Hämatologie und Onkologie (DGHO), der International Society of Hematology und der Deutschen Gesellschaft für Innere Medizin (DGIM). Er engagiert sich ehrenamtlich, zusammen mit seinem Rotary Club Wiesbaden-Kochbrunnen für die Deutsche Knochenmarkspenderdatei (DKMS), bei der Förderung von Stammzell-Typisierungen in der Bevölkerung zur Behandlung und Heilung von Leukämie. Er erhielt 2002 dafür den Ehrenamtspreis der DKMS Stiftung Leben Spenden und wurde mit dem Mechtild-Harf-Preis ausgezeichnet. 2019 Bundesverdienstkreuz 1. Klasse für sein o. g. wissenschaftliches und sein ehrenamtliches Lebenswerk.
Seit 1955 ist Lorbacher Mitglied der katholischen Studentenverbindung KDStV Bavaria Bonn im CV und war im SS 1958 deren Senior, ausgezeichnet mit dem Ehrenband „Pro Meritis 78.CV Essen 1958“. Seit 1980 ist er Mitglied des Rotary Clubs Wiesbaden-Kochbrunnen, war 1986/87 dessen Präsident und erhielt 2000 die Auszeichnung Paul Harris Fellow.

## Schriften (Auswahl)
- mit R. Fischer und K. Schumacher: Über den terminalen Anstieg der alkalischen Leukocytenphosphatase bei chronischer Myelose. In: Klin. Wschr. 41, 1963, S. 669.
- mit C. Käufer: Untersuchungen zur enzymcytochemischen Differenzierung von leukämischen Erkrankungen am Schnittpräparat. In: Virchows Arch. path. Anat. 337, 1964, S. 525.
- Zur Anwendung enzymhistochemischer Methoden an bioptisch gewonnenem Knochenmarkgewebe, 10. Tagg Dtsch. Ges. Hämat. Tübingen 1964.
- mit R. Fischer: Über den sog. "Nothing Dehydrogenase"-Effekt an Gewebsschnitten und Blutausstrichen. In: T. H. Schiebler, A. G. E. Pearse, H. H. Wolff: Zweiter internationaler Kongress für Histo- und Cytochemie. Springer, Berlin / Heidelberg 1964, OCLC 879122045, .
- mit L. T. Yam und W. J. Mitus Cytochemical demonstration of beta-glucuronidase activity in blood and bone marrow cells. In: J. Histochemistry and Cytochemistry. 15, 1967, S. 680–687.
- mit K. O. Vorlaender: Zur Pathogenese und Klinik immunpathologischer Erkrankungen. In: B. Schlegel (Hrsg.): 74. Kongreß Wiesbaden, 22. bis 25. April 1968. Springer-Verlag, Berlin / Heidelberg 1968, ISBN 3-8070-0274-X, S. 724–740. (books.google.de)
- Zur diagnostischen Anwendung des cytochemischen β-Glucuroidase-Nachweises. In: R. Gross, J. van de Loo (Hrsg.): Leukämie. Springer-Verlag, Berlin / Heidelberg 1972, ISBN 3-642-65437-1, S. 136–142. (books.google.de)
- Morphologische Knochenmarkuntersuchung – Sternalpunktion oder Beckenkammbiopsie. In: Internist. 28, 1987, S. 551–568.
- Erythropoese. In: W. Remmele (Hrsg.): Pathologie. 2. Auflage. Band 1, Springer Heidelberg 1999, ISBN 3-540-61095-2, S. 343–427.